# Saint-Agnan (Saona i Loara)
Saint-Agnan – miejscowość i gmina we Francji, w regionie Burgundia-Franche-Comté, w departamencie Saona i Loara.
Według danych na rok 1990 gminę zamieszkiwało 660 osób, a gęstość zaludnienia wynosiła 26 osób/km² (wśród 2044 gmin Burgundii Saint-Agnan plasuje się na 362. miejscu pod względem liczby ludności, natomiast pod względem powierzchni na miejscu 271.).